# 畢姓
畢姓为中文姓氏之一，在《百家姓》中排名第76位；而在全国汉族人口中约占0.11%，居第125位。

## 來源
毕姓的来源主要有三：
1. 源于姬姓：其得姓始祖為畢公高。周文王第十五子畢公高，被封於畢，位處今陝西省咸陽市之北[1]。後代稱為畢氏。
2. 源于姬姓：黄帝之子禺阳之后。[原創研究？]
3. 源于少数民族

## 分佈
早期畢氏世代居於陝西省咸陽以北。至漢代已開始有族人遷徙，在山西、河南、河北、山東一帶扎根。魏晉南北朝時，畢姓最大一支乃河南郡。畢姓要到唐宋之際才開始有人南遷，主要分佈於江西、安徽和浙江等地。清中葉以還也有一部分居於河南、河北的畢姓人，入遷東北三省。
如今畢姓尤以山東、河南、黑龍江等北方省份較多。這三省約佔全國漢族畢姓人口70%，基本是北方姓氏。而小部分畢姓因二戰戰亂而南遷，分佈於廣東、香港及澳門。

## 延伸阅读
[在维基数据编辑]
 《百家姓》
 《欽定古今圖書集成·明倫彙編·氏族典·畢姓部》，出自陈梦雷《古今圖書集成》